# Đường cao tốc S22 (Ba Lan)
Đường cao tốc S22 (tiếng Ba Lan Droga ekspresowa S22) là đường cao tốc một làn chạy từ Elblag đến biên giới với Nga tại Grzechotki - Mamonovo, nơi nó kết nối với một con đường của Nga tiếp tục đến Kaliningrad. Cửa khẩu biên giới trên đường được mở vào tháng 12 năm 2010 và là cửa khẩu lớn nhất ở biên giới Ba Lan - Nga, khiến đường S22 trở thành kết nối giao thông quan trọng giữa Liên minh châu Âu và tỉnh Kaliningrad.
Con đường đi theo tuyến đường của một làn cao tốc quốc gia Đức giữa Elblag (elbing) và Kaliningrad (Königsberg) được xây dựng vào những năm 1930, được gọi bằng biệt danh Berlinka. Đường cao tốc quốc gia cũ đã được xây dựng lại hoàn toàn và mở ra như một con đường cao tốc vào tháng 9 năm 2008. Trong quá trình nâng cấp, đường xe hơi hiện đại mới được xây dựng trên phần diện tích còn lại, vốn dành cho đường xe lửa thứ hai trong quá trình xây dựng ban đầu. Đồng thời, đường xe lửa bê tông ban đầu đã bị phá hủy gần như hoàn toàn, dọc theo toàn bộ chiều dài của tuyến đường, và chỉ còn lại một vài dấu vết của nó. Tất cả các cầu vượt và cầu ban đầu còn lại đã bị phá hủy và thay thế bằng các công trình hiện đại. Do đó, rất ít dấu vết của Đường cao tốc quốc gia gốc Đức có thể được nhìn thấy.
Việc xây dựng con đường tốn 483 triệu Złoty Ba Lan, trong đó hơn một phần ba được cung cấp bởi Liên minh châu Âu.

## Mô tả tuyến đường
| Số đường ra (cơ sở) | Đường ra                    | Số dặm từ đầu    | Giao với đường            |
| ------------------- | --------------------------- | ---------------- | ------------------------- |
| 1)                  | Elbląg Wschód               | 0 km             | không khung · không khung |
| 2)                  | Młynary (Pomorska Wieś)     | 6.1 km           | không khung               |
| 3)                  | Frombork (Błudowo)          | 19.3 km          | không khung               |
| 4)                  | Braniewo Południe           | 28 km (17,40 mi) | không khung · không khung |
| 5)                  | Braniewo Północ (Maciejewo) | 39.4 km          | không khung               |
| Cửa khẩu biên giới  | Grzechotki                  | 51.4 km          |                           |